# Joel Eriksson (missionär)
Erik Joel Eriksson, född 25 maj 1890 i Huddunge, Uppland (då del av Västmanlands län), död 6 januari 1987 i Uppsala, var en svensk läkarmissionär verksam inom Svenska Mongolmissionen.

## Biografi
Joel Eriksson föddes 1890 på det lilla torpet Erikslund i Huddunge. Hans föräldrar var Erik Eriksson (1862–1899) och Anna Kristina Johansson (1858–1949). I maj 1899, när Joel var nio år, dog hans far, men modern klarade familjens ekonomi och förblev självständig genom att bli vaktmästare i Huddunge missionshus, där familjen också fick sin nya bostad.
Han började arbeta tidigt för att bidra till sin egen och familjens försörjning. 1903 gick han en folkhögskoleutbildning på Karlskoga praktiska skola och fick där genom sin rumskamrat, västgöten Edvin Karlén (1879-1967), för första gången höra talas om Mongoliet och missionärerna där. Efter utbildningen i Karlskoga kom han så småningom till Krusenberg i Alsike i vars trädgård han arbetade ett par år.

### Svenska Mongolmissionen
1909 läste Joel Eriksson ett upprop i Svenska Morgonbladet: »Var är nu den unge man som vill gå ut i missionär Karléns sällskap till mongolerna?». I sitt inre förnam han Guds kallelse men tyckte inte att han hade några förutsättningar för att gå ut i ett så stort uppdrag. Någon månad senare träffade han pastor Fritz Pettersson (1866–1941) från Bethesdakyrkan, som spontant undrade om han kände sig kallad att gå till Mongoliet. Genom Fritz kom han i kontakt med Svenska Mongolmissionens ledare och så öppnades vägen mot Mongoliet. Edvin Karlén hade då återvänt till Sverige efter att hans hustru dött i barnsäng våren 1909 på den lilla missionsstation som de byggt upp i Hallong Osso i Inre Mongoliet. Trots att Joel Eriksson bara var tjugo år antogs han av Svenska Mongolmissionen och genomgick en medicinsk utbildning vid Livingstone College i London.
Hösten 1913 påbörjades den långa resan med Transsibiriska järnvägen genom det väldiga Tsar-Ryssland från Helsingfors via Moskva till Peking. Ombord på tåget fanns flera andra svenska missionärer. Bland dem som Joel Eriksson lärde känna bäst var den unga kvinna som några år senare skulle bli hans hustru, småländskan Annie Almqvist (1890-1986), som var på väg till en tjänst vid Svenska Alliansmissionens station i Kwei-hwa-cheng (nuvarande Hohhot), längre söderut i Kina, där hennes fästman, missionären J. N. Edenblom, hade arbetat sedan 1910.

#### Hallong Osso
Efter ankomsten till Peking skildes den svenska missionärsskaran åt. När Joel Eriksson anlände till Hallong Osso fanns där bara Edvin och Hanna Karléns lilla stuga som övergivits några år tidigare. KFUM i Sundsvall, Östersund och Bräcke bidrog till hans uppehälle med ett årligt underhåll av 1,000 kr. Under den första vintern fick han och en annan nyanländ mongolmissionär bo i en lite robustare stuga i närheten som tillhörde den välkände svenske missionären, äventyraren och affärsmannen Frans August Larson (1870-1957) från Tillberga i Västmanland, även känd som hertig Larson.

Svenska Mongolmissionens församling i Hallong Osso efter ett möte 1924, ur Uppsala universitetsbiblioteks bildarkiv. I bakre raden syns Joel Eriksson och hans hustru Annie.

Sommaren 1914 rustades stugan upp och byggdes till under den mycket praktiskt lagde Joels Erikssons ledning. Samtidigt intensifierades missionsarbetet. De flesta mongoler bekände sig till lamaismen, en tibetansk form av buddhism, som än i dag är den dominerande religionen i området. Det var inte något ofarligt liv som de svenska missionärerna hade på stäppen. Rövarband härjade och spred skräck och fasa bland både missionärer och vanliga mongoler.
Det var inte i första hand Joels Erikssons kristna budskap som fick mongolerna att söka upp honom, utan hans medicinska kunskaper. Sjukvård av västerländsk typ var något helt nytt i denna del av världen och behovet var enormt. Inte minst syfilis och andra könssjukdomar plågade det mongoliska folket. Motmedlet hette Salvarsan, ett arsenikpreparat som injicerades i patienterna.

Joel Eriksson undersöker en mongolisk patient i dennes tält, ur Uppsala universitets-biblioteks bildarkiv.

Efter några år i Inre Mongoliet fick han på nytt kontakt med Annie Almquist, missionären från Jönköping som han tidigare lärt känna på Transsibiriska järnvägen. Hennes fästman hade då avlidit i en sjukdom. Joel friade till Annie och de gifte sig 1918 i Kalgan (nuvarande Zhangjiakou). Annies kunskaper i kinesiska, som hon tillägnat sig under fem år på Svenska Alliansmissionens station, blev en stor tillgång på missionsstationen i Hallong Osso. I trakten bodde nämligen inte bara mongoler (som hade sitt eget språk, mongoliska), utan även många kineser.
1919 föddes Joels och Annies första barn, dottern Svea, som själv senare skulle bli missionär i det som i dag är Zimbabwe. Vid årets slut uppgick församlingen i Hallong Osso till 14 medlemmar. Under våren 1920 anlände Hårin-Da, en av Goltjaggans många hövdingar, för att be missionärerna komma och öppna en station i provinsen. Hövdingen ville själv ställa en bostad på några rum till missionens förfogande. Under sommaren samma år besökte Joel Eriksson, tillsammans med två norrmän, en större offerfest vid Hånger Åbbo.
Efter åtta år ute på missionsfältet var det 1921 dags för familjen att få en period av vila i Sverige. Efter Ryska revolutionen några år tidigare var det inte möjligt att från Kina resa med tåg via Sibirien till Europa utan man fick ta båten från Shanghai. På hemvägen föddes familjens andra barn, sonen Paul, när fartyget låg i hamnstaden Djibouti i Franska Somaliland (nuvarande Djibouti) i Afrika.
De två åren hemma i Sverige innebar inte bara vila och rekreation för missionärerna. Man skulle resa land och rike runt och hålla föredrag i bönhus, församlingshem och syföreningar. Det handlade förstås ytterst om att samla in pengar till missionsverksamheten där ute. Joel Eriksson fick dessutom tillfälle till värdefull praktik på några olika kliniker på Akademiska sjukhuset i Uppsala.

#### Hattin Sum
När familjen återvände till Hallong Osso bestämde de sig för att flytta missionsstationen. Traktens mongoler hade nämligen vid denna tid börjat ersättas av allt fler kineser och det var inte dem som missionen främst var inriktad på. Mongolerna drog sig norrut och svenskarna följde efter.

Utanför kapellet i Hattin Sum efter avslutad gudstjänst, ur Östasiatiska museets bildarkiv.

På en plats vid namn Hattin Sum fann Joel Eriksson ett lamatempel som övergetts efter att en lamapräst begått självmord där. Han lyckades köpa templet och 1927 flyttade missionsstationen till Hattin Sum. Samma år föddes dottern Vera. I Hattin Sum byggde svenskarna upp sjukmottagning, skola, barnhem och kyrka. Joel Eriksson var en mycket mångsidig man. Förutom att sprida Guds ord och bota eller lindra många mongolers lidanden odlade han också rabarber i halvöknen, agerade bilmekaniker och chaufför och löste alla missionsstationens tekniska och praktiska problem.

Joel Eriksson gör i ordning medicin för medicinering vid Wudang-templet i Baotou, ur Uppsala universitetsbiblioteks bildarkiv.

Stäppens vargar var hungriga bestar som framförallt attackerade mongolernas får. Joel Eriksson poserar vid sin från Sverige egen-händigt importerade Ford efter en lyckad skyddsjakt, 1935-1936, ur Uppsala universitets-biblioteks bildarkiv.

Joel Eriksson i Dojen, 1937-1938, under arbete med revideringen av den mongoliska översättningen av Nya Testamentet, ur Uppsala universitetsbiblioteks bildarkiv.

Till Hattin Sum och andra svenska missionsstationer kom upptäcktsresanden Sven Hedin (1865-1952) på sin sista expedition 1927-1935. 1929 anlitades Joel Eriksson som Hedins guide på en 112 mil lång resa till olika lamakloster i regionen. Joel Eriksson hade vid detta lag vunnit en ryktbarhet och beundran bland mongolerna i så hög grad att till och med de kringstrykande rövarbanden lämnade honom i fred. Övriga följeslagare på resan var hertig Larson, läkaren David A:son Hummel (1893-1984), etnografen Gösta Montell (1899-1975) och den danske löjtnanten Henning Haslund-Christensen (1896-1948).

#### Goltjaggan och Dojen
Joel Eriksson var även verksam vid missionsstationerna i Goltjaggan och Dojen. I Dojen arbetade han bland annat med revidering av den mongoliska översättningen av Nya Testamentet.

#### Sverige
1937 bestämde sig familjen för att flytta hem till Sverige efter 23 år i Inre Mongoliet. Hemresan gick via Transsibiriska järnvägen och de bosatte sig i Uppsala. Joel Eriksson hade då avslutat översättningen av Lukas- och Johannesevangelierna till mongoliska och familjen lämnade ett Inre Mongoliet som nyligen ockuperats av japanerna. Under åren 1938-1947 var Joel Eriksson missionssekreterare och ledare för Svenska Mongolmissionen.
Efter anfallet mot Pearl Harbor 1941 blev den japanska ockupationsmakten allt mer aggressiv mot de kvarvarande svenska missionärerna på den mongoliska stäppen. Mellan 1942 och 1944 tvingades Svenska Mongolmissionen att stänga samtliga missionsstationer och de övergavs på obestämd tid. 1947, när Andra världskriget var över, reste Joel Eriksson tillsammans med en grupp nya missionärer (bland dem hans son Paul) med missionsflygplanet Ansgar till Kina för att försöka säkra en fortsatt närvaro bland mongolerna och delta i hjälpverksamheten bland burjaterna i norra Kina.
Joel Eriksson återvände för gott till Sverige 1948. Från 1951 var han missionsföreståndare i Svenska Mongolmissionen (som samma år bytte namn till Svenska Mongol- och Japanmissionen) tills han gick i pension. Han avled i Uppsala den 6 januari 1987 vid 96 års ålder. Hans hustru Annie gick bort ett år tidigare. Makarna Eriksson är begravda på Uppsala gamla kyrkogård.

## Familj
Joel Eriksson var son till Erik Eriksson (1862–1899) och Anna Kristina Johansson (1858–1949). Han hade en yngre syster, Anna Elisabet (född 1891). Han gifte sig 1918 i Kalgan i Kina med Annie Almqvist (1890–1986). De fick tre barn av vilka två föddes i Inre Mongoliet - Svea Maria 4 april 1919 och Vera Linnea 4 december 1927. Paul föddes 17 juni 1921 på en båt i hamnen i Djibouti i Franska Somaliland (nuvarande Djibouti) i Afrika.

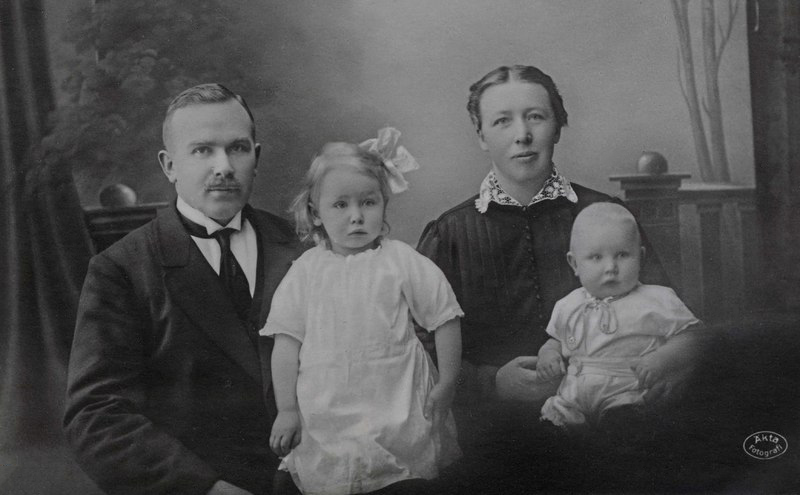
Joel och Annie Eriksson med barnen Svea och Paul. Studioporträtt, ur Storumans kommuns bildarkiv.
Joel och Annie Eriksson med barnen Svea, Paul och Vera. Studioporträtt ca 1940 av Gunnar Sundgren (1901-1970), ur Uppsala universitetsbiblioteks bildarkiv.

## Publikationer
- Vid Gobiöknens gränser : livsbilder ur Svenska Mongolmissionens historia / av Gerda Ollén och Joel Eriksson. Stockholm: Svenska Mongolmissionen. 1943. Libris 491776

## Samlingar

Akshobhya, Buddha-skulptur av förgylld brons från Inre Mongoliet, ur Etnografiska museets Hedin-Bendix-samling.

Kinesiskt mynt från Qingdynastin, 1796-1820, ur Uppsala universitets myntkabinetts samlingar.

Joel Eriksson var en flitig och skicklig filmare och fotograf. En stor del av hans imponerande fotosamling finns bevarad på Uppsala universitetsbibliotek (1,460 bilder), Riksarkivet (fotoalbum, fotografier och negativ) och Östasiatiska museet i Stockholm (296 bilder).
Han var också botaniskt intresserad, insamlade växter i Mongoliet och blev tilldelad Linnémedaljen för sina växtsamlingar, vilka han senare skänkte till Naturhistoriska riksmuseet i Stockholm.
Under sina många resor i Inre Mongoliet insamlade han även etnografiska och arkeologiska föremål. Etnografiska museet och Östasiatiska museet i Stockholm har tillsammans drygt 700 föremål med anknytning till Joel Eriksson. På Etnografiska museet finns bland annat samling 1935.50 (Hedin-Bendix-samlingen) med över 5,000 föremål, varav omkring 100 är inköpta av Gösta Montell och Joel Eriksson under en exkursion i Inre Mongoliet i april 1930. På Östasiatiska museet finns bland annat samling K-11250 (Eriksson IV) med 424 föremål från Kina och Mongoliet, förvärvade från Joel Eriksson i september 1930.
I Joel Erikssons arkiv på Riksarkivet finns en del föremål, bland annat en kamera, ett reseapotek och en sidenduk.
I Uppsala universitets myntkabinett finns 75 äldre kinesiska, japanska och vietnamesiska mynt, insamlade av Joel Eriksson. Det äldsta kinesiska myntet är från Norra Qidynastin, 550-577.